# The Cat Empire
The Cat Empire — австралийская джаз/фанк-группа основанная в 1999 году в Мельбурне. На протяжении большей части существования группы её основными участниками были Феликс Рибл (вокал, перкуссия), Гарри Джэймс Ангус (труба, вокал), Уилл Халл Браун (ударные), Джамшид «Jumps» Хадивала (DJ, перкуссия), Олли МакГилл (клавишные инструменты, бэк-вокал) и Райан Монро (бас-гитара и бэк-вокал). Их часто дополняет дуэт духовых инструментов The Empire Horns, состоящий из Росса Ирвина (труба) и Кирана Конрау (тромбон), а так же другие музыканты. В марте 2021 года Монро ушёл из группы, а Ангус, Халл-Браун и Хадивала покинули группу в апреле 2022 года.
Музыку группы часто определяют как смесь джаза, ска, фанка и альтернативного рока с сильным влиянием латиноамериканской музыки.
Группа много гастролирует по Австралии, США и Европе и выпустила 9 альбомов, первые 2 из которых стали дважды платиновыми, а их третий альбом Cities: The Cat Empire Project в 2006 году получил награду Fine Arts Award музыкальной премии ARIA Music Awards в номинации Best World Music Album. Четвёртый альбом So Many Nights был выпущен 22 сентября 2007 года. Песня Sly вошла в EA Sports’ FIFA 08 Soundtrack и была продана в количестве 3 миллионов копий по всему миру.
Повторяющиеся темы в их музыке — это неприятие чрезмерного увлечения материальными ценностями, войны и нетерпимости. Они выступают за культурное разнообразие, простую и беззаботную жизнь.
Название группы было взято с подписи под одним из рисунков младшего брата Феликса Рибла, Макса. Символ группы — изображение кошачьего глаза, также известное, как «Пабло», которое было создано Айаном МакГиллом, отцом Олли МакГилла.

## Состав группы
| Нынешние участники группы - Феликс Рибл — ведущий вокалист, перкуссия, кубинский трес (1999 — наст. время) - Олли МакГилл — фортепиано, клавишные, оркестровые колокола, бэк-вокал, мелодика (1999 — наст. время) - Грейс Барбе́ — бас-гитара, вокал и бэк-вокал (2022 — наст. время) - Дэниел Фарруджа — ударные (2022 — наст. время; концертный тур 2018 года) - Неда Рахмани — перкуссия (2022 — наст. время) The Empire Horns - Киран Конрау — тромбон, бас-тромбон, корнет, бэк-вокал (2002 — наст. время) - Росс Ирвин — труба, флюгельгорн, бэк-вокал (2002 — наст. время) - Ласаро Нума — труба, перкуссия (2022 — наст. время) Бывшие участники группы - Райан Монро — бас-гитара, бэк-вокал (1999—2021) - Гарри Джэймс Ангус — труба, вокал и бэк-вокал, блокфлейта, гитара (2001—2022) - Уилл Халл Браун — ударные (2001—2022) - Джамшид «DJ Jumps» Хадивала — DJ, перкуссия (2001—2022) - Карло Барбаро — тенор-саксофон (2002—2007, Empire Horns) Музыканты, принимавшие участие в концертных турах - Бен Хендри — ударные (тур 2013 года) - Хью Харви — ударные (тур 2019 года) - Дэррин Фарруджа — ударные (тур 2023 года) - Юрий Павлинов — бас-гитара (туры 2021—2022 годов) - Дэйв Саймс — бас-гитара (тур 2021 года) | Empire Horns (музыканты-дублёры) - Грег Спенс — труба, бэк-вокал - Ник Уилкинс — труба, бэк-вокал - Джордан Мюррей — тромбон, бэк-вокал - Фил Ной — тенор-саксофон Empirical Strings - Кристи Конрау — виолончель - Алисса Конрау — скрипка 2008 струнная секция - Джонни Нджи (Jonny Ng) — скрипка - Адам Каделл — скрипка - Нил Томпсон — viola - Дейл Рикерт — виолончель - Фрэн Хейси — треугольник - Пол Кашмир — оркестровые колокола The Empire Dancers - Фай Хадивала - Энтони (Бибой Ламарок) - Карлос (Бибой Пепито) - DJ Руд Буи - Бенни «BJ» Райли - Джон Хёрл - Ленард Трей (Enigma Boogie) - Андре Виджайя (Jazzy Dre) - Артур Браммолл (Poster Designer) |

## Дискография

### Альбомы
- The Cat Empire (2003)
- Two Shoes (2005)
- Cities: The Cat Empire Project (2006)
- So Many Nights (2007)
- Cinema (2010)
- Live On Earth (2009)
- The Cat Empire (2012)
- Steal The Light (2013)
- Rising with the sun (2016)

### Сборники и независимые релизы
- Demo/The Cat Empire (2000) — состоит из 5 оригинальных музыкальных композиций
- The Cat Empire II (2000)
- Live @ Adelphia (2001)
- The Sun (2002)
- Tapes, Breaks and Out-Takes (2003)
- On the Attack (2004)
- Touring Europe and the UK, 2004 (2004)
- The Cat Empire (EP) (2005—2006)
- Two Shoes (North American Edition) (2006)

### Синглы

#### из «The Cat Empire»
- «Hello» (2003)
- «Days Like These» (2004)
- «The Chariot» (2004)
- «One Four Five» (2004)

#### из «Two Shoes»
- «Sly» (2005)
- «The Car Song» (2005)
- «Two Shoes» (2005)

#### из «So Many Nights»
- «No Longer There» (2007)

#### из «Tapes Breaks And Outtakes»
- «Wanted To Write A Love Song»
- «Two Shoes»
- «The Night That Never End»
- «The Lost Song»
- «The Conspiracy»
- «The Chariot»
- «Song For The Day»
- «Wandering»